# Episodi di 3 in mezzo a noi - I racconti di Arcadia (prima stagione)
La prima stagione della serie televisiva 3 in mezzo a noi - I racconti di Arcadia è stata interamente pubblicata su Netflix il 21 dicembre 2018. 
| nº | Titolo originale        | Titolo italiano            | Pubblicazione USA | Pubblicazione Italia |
| -- | ----------------------- | -------------------------- | ----------------- | -------------------- |
| 1  | Terra Incognita: Part 1 | Terra incognita: Parte 1   | 21 dicembre 2018  | 21 dicembre 2018     |
| 2  | Terra Incognita: Part 2 | Terra incognita: Parte 2   | 21 dicembre 2018  | 21 dicembre 2018     |
| 3  | Mind Over Matter        | Il potere delle mente      | 21 dicembre 2018  | 21 dicembre 2018     |
| 4  | Beetle Mania            | Scarabei all'attacco       | 21 dicembre 2018  | 21 dicembre 2018     |
| 5  | Collision Course        | Rotta di collisione        | 21 dicembre 2018  | 21 dicembre 2018     |
| 6  | D'Aja Vu                | D'Aja vu                   | 21 dicembre 2018  | 21 dicembre 2018     |
| 7  | Flying the Coop         | Clandestinità              | 21 dicembre 2018  | 21 dicembre 2018     |
| 8  | Party Crashers          | I guastafeste              | 21 dicembre 2018  | 21 dicembre 2018     |
| 9  | Lightning a Bottle      | Grandi imprese             | 21 dicembre 2018  | 21 dicembre 2018     |
| 10 | The Arcadian Job        | Operazione Arcadia         | 21 dicembre 2018  | 21 dicembre 2018     |
| 11 | Truth Be Told           | Il momento della verità    | 21 dicembre 2018  | 21 dicembre 2018     |
| 12 | Last Night on Earth     | L'ultima notte sulla terra | 21 dicembre 2018  | 21 dicembre 2018     |
| 13 | Bad Omen                | Il malvagio Omen           | 21 dicembre 2018  | 21 dicembre 2018     |

## Terra incognita (Parte 1)

### Trama
Sul pianeta Akiridion-5, dopo che il tiranno Generale Morando ha usurpato la monarchia dei loro genitori e il loro pianeta natale, principi adolescenti Krel e Aja e la loro guardia del corpo Varvatos Vex fuggono per mettersi al sicuro sulla Terra.

## Terra incognita (Parte 2)

### Trama
Dopo un atterraggio di fortuna nella città di Arcadia, in California, i fratelli reali cercano una tecnologia utile per alimentare la loro navicella spaziale.

## Il potere della mente

### Trama
Il principe Krel costruisce un dispositivo per leggere la mente nella speranza di integrarsi tra gli umani. Altrove, il generale Morando assume la Fratellanza  Zeron, un gruppo di cacciatori di taglie per rintracciare i reali. A fine episodio, la principessa Aja e il principe Krel trovano un altro alieno travestito da umano.

## Scarabei all'attacco

### Trama
Il super fan dei reali Stuart si offre di aiutare a sradicare un'infestazione di scarabei alieni mangiatori di tecnologia chiamati Skeltegs prima che essi espongano la vera identità dei fratelli.

## Rotta di collisione

### Trama
I reali seguono un corso di educazione alla guida, sperando di trovare parti per la loro nave. Invece, si ritrovano in un inseguimento ad alta velocità con la Fratellanza Zeron.

## D'Aja vu

### Trama
Un troll gigante che viaggia nel tempo devasta la fiera della scienza della scuola, minacciando di esporre sia il mondo dei troll, sia le vere identità dei reali.  Per sconfiggerlo, i Trollhunters e i reali devono distruggere la tecnologia aliena utilizzata dal troll, a costo di dimenticare di essersi incontrati.
Nota: L'episodio segna il primo incontro tra i protagonisti di "3 in mezzo a noi" e di "Trollhunters". Infatti, la prima stagione di "3 in mezzo a noi" e la terza di "Trollhunters" si svolgono contemporaneamente.

## Clandestinità

### Trama
Krel viene attaccato da un misterioso cacciatore di taglie, ma gli sfugge. Aja e Krel vengono convocati da un membro del consiglio scolastico chiamata "Tortorella" per produrre un'identificazione adeguata. I due robot Blank assistenti di Krel vengono ribattezzati Ricky e Lucy. Tortorella attacca e si scopre essere il cacciatore di taglie che ha attaccato Krel in precedenza, ma viene sconfitta. Intanto su Akiridion-5, la resistenza guidata  da Zadra scopre l'identità del traditore che ha aiutato il colpo di stato: egli è nientemeno che Varvatos Vex.

## I guastafeste

### Trama
Un messaggio in arrivo da Akiridion-5 allarma Vex. Nel frattempo, il ritorno degli Zeron rovina la gita dei reali nei boschi con gli amici. Alla fine gli Zeron sono sconfitti, ma Aja perde il suo serrator, arma akiridiana regalatale da Varvatos.

## Grandi imprese

### Trama
Aja e Krel stanno cercando il serrator (arma akiridiana) scomparso di Aja nella foresta finché Aja non vede qualcosa di luminoso nella borsa di Jim Lake Jr, credendo che sia la sua arma scomparsa. A scuola, Steve Palchuck (che ha l'arma mancante di Aja) cerca di capire come funziona l'arma, ma gli viene sequestrata dal preside Señor Uhl, che incarica Jim di mostrare ad Aja e Krel Arcadia. Lo gnomo Chompsky alla fine trova il serrator, allertando Varvatos Vex, che cerca di recuperarlo. Aja e Krel aiutano Jim e i suoi amici a 
catturare un fulmine in una bottiglia. Stuart riesce a recuperare il serrator e lo lascia sui gradini della porta della casa dei Tarron, facendo sembrare che sia stato Steve a farlo. Krel e il compagno di classe Seamus iniziano un duello di matematica, che alla fine Krel permette a Seamus di vincere. Su Akiridion-5, il generale Morando presenta la sua nuova invenzione: il nuovo modello di robot blank, O.M.E.N.

## Operazione: Arcadia

### Trama
Con un'audace piano di furto, i reali e Stuart si infiltrano nella base militare di alta sicurezza Area 49-B nella speranza di rubare la parte finale per alimentare la Nave Madre.

## Il momento della verità

### Trama
La principessa Aja decide di dire a Steve di essere in realtà un'aliena, ma la sua confessione viene interrotta da una visita della Fratellanza Zeron. Zadra arriva sulla Terra, portando inconsapevolmente l'O.M.E.N. con sé.

## L'ultimo giorno sulla terra

### Trama
I reali celebrano il loro ultimo giorno di scuola - e sulla Terra - con gli amici, ma l'arrivo di Zadra con la rivelazioni del tradimento di Varvatos li scuote fino al midollo. Nel frattempo, Gunmar e Morgana danno inizio alla Notte Eterna su Arcadia e i reali aiutano Steve ed Eli a eliminare alcuni goblin.

## Il malvagio O.M.E.N

### Trama
Dopo la fine della Notte Eterna, Alpha, ultimo Zeron rimasto, scatena una raffica di attacchi contro i fratelli, distraendoli e consentendo all'O.M.E.N. di dirottare la nave e prendere i nuclei reali. Alla fine, i nuclei vengono recuperati e il robot viene distrutto, ma Alpha fugge dopo aver rapito Varvatos.